# Iwan Czajkiwśkyj
Iwan Adamowycz Czajkiwśkyj (ukr. Іван Адамович Чайківський, ur. 29 maja 1972 r. w Nastasowie) – ukraiński przedsiębiorca i polityk. 
Otrzymał medal „Za pracę i zwycięstwo” (2008); jest kawalerem orderu „Za zasługi” III stopnia (2012). Deputowany Rady Najwyższej Ukrainy IX kadencji. Członek grupy parlamentarnej „Dla przyszłości”.

## Biografia
Iwan Czajkiwśkyj urodził się 29 maja 1972 w Nastasowie w rejonie tarnopolskim obwodu tarnopolskiego.
Ukończył Szkołę Zawodową nr 10 w Tarnopolu w 1990 o specjalności budownictwo. W latach 1990–1992 służył w Siłach Zbrojnych Ukrainy. W 2009 uzyskał tytuł magistra ekonomii i zarządzania inwestycjami na Narodowym Uniwersytecie Ekonomicznym w Tarnopolu.
Był prezesem zarządu Stowarzyszenia Właścicieli „Kołos” (wieś Nastasów, obwód tarnopolski), kierował firmą „Agroprodservice”.
W 2010 roku został deputowanym tarnopolskiej rady rejonowej jako przedstawiciel Partii Regionów.
Wiceprzewodniczący Partii Agrarnej Ukrainy, od 2016 r. kierował regionalną organizacją Partii Agrarnej w Tarnopolu.
Sekretarz Komisji Polityki Agrarnej i Stosunków Ziemskich w Radzie Najwyższej Ukrainy IX kadencji (wybrany 29 sierpnia 2019).
Żonaty, ma córkę i syna.